# Anatole France
Anatole France, vlastním jménem Jacques-François-Anatole Thibault, (16. dubna 1844 Paříž – 12. října 1924 La Béchellerie u Tours) byl francouzský básník a prozaik, literární kritik a esejista, humanistický filozof, pokračovatel racionalistických tradic renesance a osvícenství, nositel Nobelovy ceny za literaturu za rok 1921.
Bývá často označován za posledního velkého spisovatele 19. století a prvního velkého spisovatele 20. století.

## Život

### Mládí
Anatole France se narodil roku 1844 jako syn pařížského kupce a antikváře. Získal důkladné klasické vzdělání na Collége Stanislas a v letech 1876 až 1890 působil jako pomocný knihovník v Senátu. Roku 1877 se oženil, ale jeho manželství skončilo roku 1892 rozvodem. France totiž od konce 80. let udržoval úzký vztah s paní Armand de Caillavet (zemřela roku 1910), která významně přispěla k úspěchu jeho umělecké kariéry, neboť ho učinila středem svého salónu, nabádala ho ke spisovatelské činnosti, připravila mu půdu pro přijetí do Francouzské akademie roku 1896 a umožnila mu ve své společnosti cestovat po Francii, Itálii, Sicílii, Řecku a Malé Asii.

### Literátem

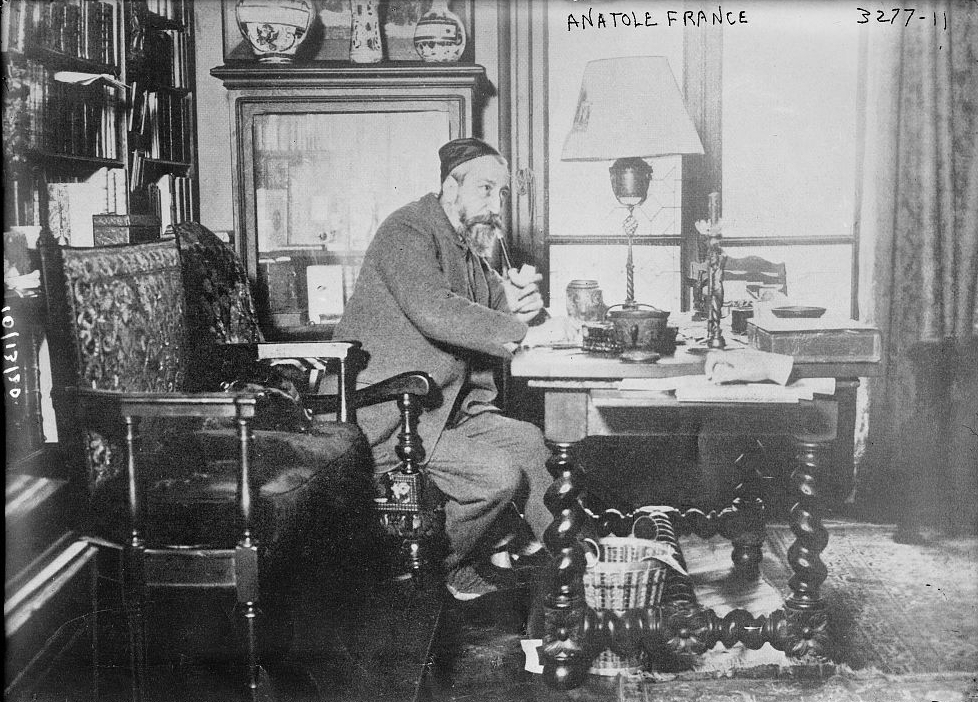
Anatole France.

Svou literární činnost zahájil France jako mladý parnasistní básník oddaný kultu scientismu a píšící verše s antickou tematikou a s tematikou srážky antiky a křesťanství. Později se stává představitelem impresionistické literární kritiky, odmítá Zolův naturalismus i nesrozumitelnost symbolismu, uznává především klasiky a hlásí se ke konzervatismu. Avšak už koncem 80. let se začal zajímat o problematiku současnosti, dával průchod svému ateistickému zaměření a začíná se měnit v příznivce anarchistických a socialistických myšlenek. V letech 1883–1896 psal čtrnáctidenní kroniky do Le Globé a do L'Univers ilustré a v letech 1886–1893 působí jako literární kritik v deníku Le Temps.
Anatole France začal postupně dosahovat širokého ohlasu u čtenářské obce jednak vynikající jazykovou úrovní, jednak vtipem, duchaplností, říznou ironií a aforistickým laděním svých děl a stal se známým spisovatelem s filosofickým a laskavým pohledem na svět, jehož záchranu viděl v hluboké lidskosti a v ochotě lidí navzájem si pomáhat. Po boku Émila Zoly přispěl k rehabilitaci nevinného francouzského důstojníka Alfreda Dreyfuse, který byl v roce 1894 neoprávněně shledán vinným z velezrady. Dále ostře vystupoval proti kolonialismu, pranýřoval zrůdnost a neomylnost dogmatických systémů a přikláněl se k radikálním politickým tendencím. Po stránce myšlenkové se v mnohém projevoval jako dědic Montaignův, Voltairův a Diderotův. Roku 1909 absolvoval přednáškové turné po Jižní Americe.

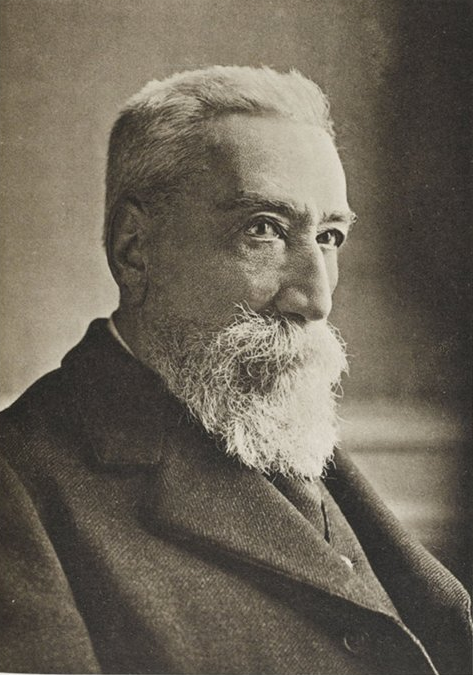
Anatole France (1921)

### Stáří a smrt
Z návalu nacionalismu na počátku 1. světové války Anatole France brzy vystřízlivěl a žil v ústraní na svém venkovském sídle La Béchellerie uprostřed svých sbírek starožitností. Roku 1921 mu byla udělena Nobelova cena za literaturu „… jako uznání jeho zářivé literární činnosti charakterizované ušlechtilým stylem, velkorysou humanitou, půvabem a francouzským espritem“ (citace z odůvodnění Švédské akademie).
Hluboká skepse a pesimistické úvahy o věčné nedokonalosti společenských systémů ho přivedly k přesvědčení o nezbytnosti aktivního boje za spravedlnost. Proto přivítal Velkou říjnovou revoluci v Rusku a začal sympatizovat s komunismem. Přispíval do komunistického deníku L'Humanité a roku 1921 dokonce vstoupil do Francouzské komunistické strany. Ve dvacátých letech byly jeho práce zařazeny katolickou církví na tzv. Index Librorum Prohibitorum (seznam knih, které byly katolíkům zakázány pod trestem exkomunikace).
Anatole France zemřel roku 1924 v La Béchellerie. Pochován je na hřbitově 'Cimetière ancien de Neuilly' v Neuilly-sur-Seine.

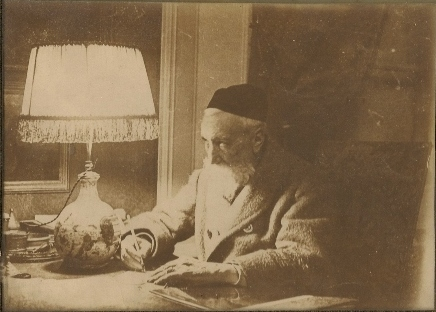
Anatole France (1923)

## Dílo

### Básně
- Les Poemes dorés (1873, Pozlacené básně), sbírka básní
- Les Noces corinthiennes (1876, Korintská svatba), dramatická báseň
- Idylles et légendes (1876, Idyly a legendy), sbírka básní

### Divadelní hry
- Au petit bonheur (1898, Pro štěstí), aktovka

- Crainquebille (1903)

- La Comédie de celui qui épousa une femme muette (1912, komedie o muži, který si vzal němou), aktovka

### Prózy

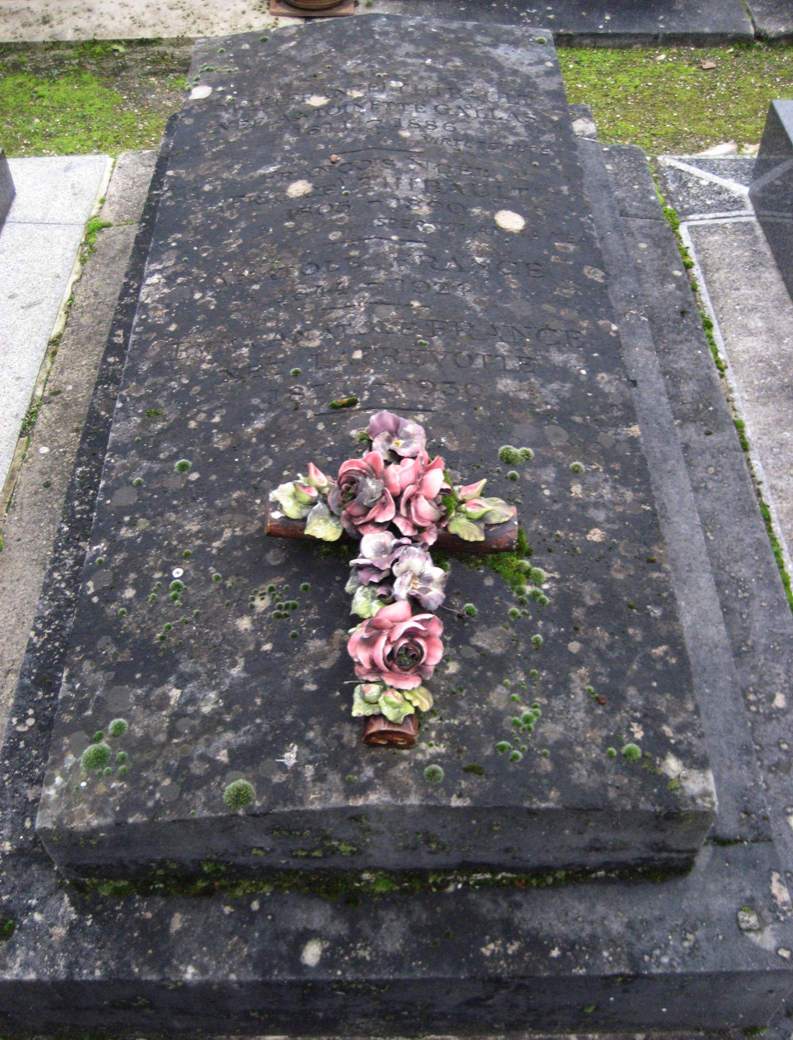
Hrob A. France na hřbitově 'Cimetière ancien de Neuilly' v Neuilly-sur-Seine (Francie).

#### Do roku 1900
- Alfred de Vigny (1868), esej
- Jocaste et le Chat maigre (1879, Jokasta a Hubená kočka), dvě povídky. Jde o Franceovy prvotiny, které se ale již vyznačují plasticky vykreslenými postavami (ať již neurotické Heleny, končící sebevraždou, nebo postavami umělců a filosofů z druhé povídky)
- Le crime de Sylvestre Bonnard, membre de l'Institut (1881, Zločin Sylvestra Bonnarda,člena Institutu), humoristicko-satirický román, jehož hlavní postava zčásti vyjadřuje autorovy názory a má i jeho vnímavost, lásku k antice a ke starým tiskům a jeho humanismus. Učenec Silvestr Bonnard žije v soukromí mezi starými rukopisy a knihami a stýká se toliko s učenými odborníky podobně laděnými. Jen jednou opustí tento úzký okruh, neboť chce zabránit zlu a prokázat dobro. A tu se bezelstný a nepraktický stařec, který zná sice paragrafy minulosti, ne však platný zákoník, dozvídá, že se svým dobrým činem dopustil vlastně zločinu. Bonnard se tak přesvědčil, že společenský řád, který ho obklopuje, kvalifikuje ušlechtilé city jako zločiny, zatímco skutečným zločincům umožňuje docela solidní existenci
- Les Désirs de Jean Servien (1882, Touhy Jana Serviena), román
- Abeille (1883), povídka

- Le livre de mon ami (1885, Kniha přítelova), stylizované vzpomínky z dětství

- Nos Enfants (1886, Naše děti), povídky

- La vie littéraire (1888–1892, Život literární), sebrané fejetony, stati a literární kritiky, čtyři svazky, pátý posmrtně 1949.
- Balthasar (1889, Baltazar), sbírka povídek
- Thaïs (1890), povídka vlastně jakási „filozofická pohádka“, jejíž námět autor našel ve starověké Alexandrii a jejímž myšlenkovým obsahem je odpor proti asketismu, zpochybnění jistot víry a nabádání k prostotě srdce i ducha. Dílo vychází ze stejných myšlenkových základů jako autorova sbírka esejí Zahrada Epikurova
- L'Etui de nacre (1892, Perleťová schránka), sbírka historických povídek
- La rôtisserie de la reine Pédauque (1893, Traktér u královny Pedauky), román (v doslovném překladu zní jeho název Hospůdka u královny Husínožky), první próza s postavou abbého Jeronýma Coignarda (následovaly Názory pana Jeronýma Coignarda a Povídky Jakuba Kuchtíka)
- Opinions de M. Jérôme Coignard (1893, Názory pana Jeronýma Coignarda), román, druhá próza s postavou abbého Jeronýma Coignarda
- Le Jardin d'Epicure (1894, Zahrada Epikurova), eseje z let 1886–1893, ve kterých autor odmítá klamné iluze a ideály, jež nejrůznější teoretikové (od prvokřesťanských asketů přes středověké scholastiky až k sociologům 19. století) předkládali lidstvu k věření, a dospívá k závěru, že „není víry bez fantasmagorických představ a není víry, která by nebyla zmítána ustavičnou pochybností, nedůvěrou a nejistotou“
- Le lys rouge (1894, Červená lilie), román vášně ze soudobé vyšší společnosti, milostný příběh ženy, kterou z bezdůvodné žárlivosti opustí milenec
- Le Puits de Sainte-Clare (1895, Studně svaté Kláry), sbírka povídek

#### Po roce 1900
- L'Histoire Conteporaine (1897–1901, Historie našich dnů), románová tetralogie, společenskokriticky zaměřený sled obrazů ze života třetí francouzské republiky, ukazující ubohost a špínu jejího společenského a politického života. Ústřední postavou je pan Bergeret, učenec, filozof, humanista a docent provinční univerzity, jenž prochází různými peripetiemi vědecké dráhy i úskalími manželského života (zradí ho manželka s jeho nejmilejším žákem). Jeho postava je obrazem autorovy cesty k pochopení záporných stránek měšťácké demokracie. Jednotlivé díly tetralogie mají tento název:

1. L'Orme du Maill (1897, Pod jilmy)
2. Le Mannequin d'osier (1897, Proutěná panna)
3. L'Anneau d'améthyste (1899, Ametystový prsten)
4. M. Bergeret a Paris (1901, Pan Bergeret v Paříži)

- Pierre Noziére (1899, Petr Noziére), autobiografie
- Histoire Comique (1903, Komická historie), román, který se sice odehrává v zákulisí pařížské Komedie, ale jinak je to příběh spíše tragický: nadaná herečka zradí svého kolegu s mladým diplomatem a bývalý milenec spáchá před jejíma očima sebevraždu, čímž jí způsobí nervovou chorobu, pro kterou se musí rozejít s milovaným mužem
- Crainquebille, Putois, Riquet et autres récits profitables (1904, Crainquebille a jiné povídky), sbírka povídek a psychologických črt, z nichž nejznámější je Crainquebille se silným sociálně-politickým motivem, napsaná jako satira na Dreyfusovu aféru
- L Églisé et la république (1904, Církev a republika), eseje
- Sur la Pierre blanche (1905, Na bílé skále), jde o dvě samostatné povídky, spojené jen volně rozhovorem osob, jimž jsou předčítány. Povídka o Gallionovi uvádí čtenáře do Říma v době prvních křesťanů, druhý příběh kreslí svět v roce 2270, v době Spojených států evropských a komunistického společenského zřízení
- Vers les temps meillurs (1906, Do lepších časů), politické projevy a stati věnované aktuálním událostem a námětům z let 1897–1906, které ukazují autora jako skutečného demokrata a odpůrce všeho útisku a všech zlořádů. France věnuje například upřímný zájem Turky pronásledovaným Arménům a Makedoncům, revolučním projevům ruského proletariátu na počátku 20. století nebo obětem Dreyfusovy aféry
- Les Contes de Jacques Tournebroche (1908, Povídky Jakuba Kuchtíka), sbírka povídek, třetí dílo s postavou abbého Jeronýma Coignarda (předcházely Traktér u královny Pedauky a Názory pana Jeronýma Coignarda). Abbé Jeroným Coignard, epikurejský pokoutní kněz a svobodomyslný učenec, je jedna z nejtypičtějších autorových postav, která je zároveň tlumočníkem jeho názorů. Autor ve svém cyklu vtipně vypráví nejen příběh z 18. století (líčí osudy abbého od doby, kdy se stal učitelem Jakuba Kuchtíka a spolu s ním pobýval u ctitele alchymie a věd esoterických, až po útěk z Paříže a smrtelné zranění, jemuž dobrý abbé podlehl), ale také ironizuje svou dobu, militarismus, kolonialismus a falešné civilizační poslání své země
- La vie de Jeanne d'Arc (1908, Jana z Arku), historický spis, ve kterém autor boří vžitou představu o svaté Janě z Arku. Podle autorova názoru není Jana z Arku případ pro biskupské koncily ani pro vznětlivé fantasty, neboť její místo mělo být v psychiatrově ordinaci. Spis vyvolal velký odpor zejména u katolické církve
- L'Ille des pingouins (1908, Ostrov tučňáků), román, důvtipná, ironií a satirou nešetřící travestie dějin Francie, ostrova Tučňáků. Autor ironicky líčí původ tučňáků, dobu středověku s jejími legendami, vytvořenými církevní hierarchií, a zejména dobu novou, zvláště pak období třetí francouzské republiky. Autor nešetří ve svém díle nikoho, zesměšňuje antisemitismus, buržoazii, státníky, právníky i ženy onoho období jako inspirátorky tučňácké politiky. Ačkoliv předmětem satiry je Francie, zesměšnění se týká všech pseudodemokratických států na přelomu 19. a 20. století
- Les Sept femmes de la Barbe-Bleue et autres contes merveilleux (1912, Sedm žen Modrovousových), sbírka povídek,
- Les Dieux ont soif (1912, Bohové žízní), román kritizující revoluční fanatismus. Jde o jedno z autorových stěžejních děl, které nás svým námětem zavádí do časů Velké francouzské revoluce, do období vzestupu a pádu jakobínské diktatury a vlády Maxmiliána Robespierra. Ústřední postavou románu je mladý malíř Evariste Gamelin, který se proměňuje ve fanatického zastánce revolučního teroru, udává vlastní přátele i příbuzné a je i před popravou přesvědčen o své pravdě. Revoluce je zde líčena v jejím každodenním shonu, kdy nevládne poměrná jasnost historie, nýbrž často zmatek a nerozvážnost přítomnosti. Bohové žízní a lidská krev jim platí na obou znepřátelených stranách svou daň
- La Vie en fleur (1912, Život v květu), autobiografie
- La Génie Latin (1913, Latinský génius), sbírka statí
- La Revolte des Anges (1914, Vzpoura andělů), symbolickosatirický román, který nás zavádí do Paříže na začátku 20. století. Vedle lidí vystupují v něm zejména andělé, kteří na sebe vzali lidskou podobu a ve jménu rozumu, vědy a pokroku připravují vzpouru proti Bohu. Protože vzpouru připravují podle vzoru všech světských revolucionářů, vzniká řada vtipných i dramatických zápletek. France v knize vyjádřil i myšlenku, že každá vzpoura vede k nové tyranii. Dílo vyneslo autorovi církevní zatracení, což mělo za následek, že se jeho knihy dostaly na církevní index
- Ce que disent nos morts (1916, Co říkají naši mrtví), sbírka statí
- Le Petit Pierre (1918, Petříček), závěrečná část autorovy autobiografické tetralogie jejímiž předcházejícími svazky je Kniha přítelova, Petr Noziére a Život v květu. Bez pevné komposice, ve volném sledu obrazů a scén zachycují tyto knihy v průzračném slohu Franceův život pod maskou Petříčka Noziera od raného dětství po vstup do společnosti
- Stendhal (1920), esej
- Les Carnets intimes (1946, Intimní zápisky), posmrtně

## Česká vydání

### Do roku 1950
- Novely, Jan Otto, Praha 1895, překlad F. M., (dostupné online)
- Epikurova zahrada, Josef Pelcl, Praha 1898, překlad Václav Ertl, (dostupné online)
- Epikurova zahrada, Alois Srdce, Praha 1901, překlad Adolf Gottwald, znovu 1919[3]

- Červená lilie, Josef R. Vilímek, Praha 1902, překlad Jaroslav Vrchlický
- Zločin Sylvestra Bonnarda, člena Institutu, Jan Otto, Praha 1904, překlad J. J. Benešovský-Veselý[4]
- Novely II, Jan Otto, Praha 1905, překlad J. J. Benešovský-Veselý
- Na bílé skále, Kamilla Neumannová, Praha 1906, překlad Katuše Lobčová
- Thais, Nakladatelské družstvo Máje, Praha 1908, překlad Adolf Velhartický, znovu František Borový 1931
- Traktér u královny Pedauky, Kamilla Neumannová, Praha 1909, překlad Arnošt Procházka, znovu 1920,(dostupné online),
- Dvě povídky, Lidová knihovna, Praha 1910, překlad A. Muťovský
- Různé prósy, Alois Hynek, Praha 1910, překlad Jindřich Stříbrný
- Včelka, J. R. Vilímek, Praha 1910, překlad Milan Novotný
- Košile, Jan Otto, Praha 1911, překlad Václav Jiřina[5]
- Komická historie, Jan Otto, Praha 1911[6], překlad F. V. Krejčí, znovu František Borový 1927[7]
- Perleťové pouzdro, Jan Otto, Praha 1912, překlad A. Muťovský, znovu 1924
- Studně svaté Kláry, Jan Otto, Praha 1912, překlad Adolf Velhartický, znovu František Borový 1926
- Judský vladař, J. R. Vilímek, Praha 1913, překlad V. Rovinský, in: 1000 nejkrásnějších novel... č. 33
- Hubená kočka, Kamilla Neumannová, Praha 1913, překlad Emanuel Blahovec[8]
- Sedm žen Modrovousových a jiné povídky, A. Svěcený, Praha 1913, překlad V. Žbánský
- Bohové žíznějí, Kamilla Neumannová, Praha 1914, překlad Jindřich Fleischer
- Ostrov tučňáků, Jan Otto, Praha 1914, překlad Jan Hájek
- Mučenka, Národní politika, Praha 1916, překlad Karel Nosek
- Provinění Sylvestra Bonnarda, člena francouzského Institutu, Alois Srdce, Praha 1919, překlad L. Holdanová
- Crainquebille, Josef Hladký, Praha 1920, překlad Jaroslav Hruban
- Crainquebille a několik jiných líčení, Jan Otto, Praha 1920, překlad Marie Sedláčková
- Petříček, Topič, Praha 1920, překlad Jaromír Nevole a H. Preisslová
- Sedm žen Modrovousových, K. Jánský, Praha 1920, překlad Arnošt Procházka
- Vzpoura andělů, Grosman a Svoboda, Praha 1920, překlad B. Pacáková-Pasovská,
- Zásady pana Jérôma Coiqnarda, Havlíčkova Všeslovanská expedice, Praha 1920, překlad Ladislav Rašín
- Na bílé skále, Komunistické knihkupectví, Praha 1922, překlad Jiří Valden[9]
- Povídky Jakuba Kuchtíka, Rudolf Škeřík, Praha 1922, překlad Jarmila Pospíšilová
- Místodržitel judský, Karel Dyrynk, Praha 1923, z knihy l'Étui de nacre přeložil Karel Dyrynk, znovu Sdružení českých umělců grafiků 1929
- Ostrov tučňáků, Komunistické knihkupectví, Praha 1923, překlad Oldřich Tykal
- Baltazar a jiné povídky, František Borový, Praha 1925, překlad M. Úlehlová-Tilschová
- Tři legendy z knihy L'Etui de nacre, Karel Dyrynk, Praha 1925, překlad Karel Dyrynk
- Historie našich dnů. I, Pod jilmem, František Borový, Praha 1925, přeložila Staša Jílovská

- Historie našich dnů. II, Proutěná pana, František Borový, Praha 1925, přeložil Bohumil Šafář

- Historie našich dnů. III, Ametystový prsten, František Borový, Praha 1925, přeložil Adolf Velhartický[10]
- Historie našich dnů. IV, Pan Bergeret v Paříži, František Borový, Praha 1926, přeložila Staša Jílovská

- Bohové žíznějí, František Borový, Praha 1926, překlad Jindřich Fleischer[11]
- Zločin Sylvestra Bonnarda, František Borový, Praha 1926, překlad Fráňa Šrámek[12]
- Sedm žen Modrovousových a jiné podivuhodné povídky, František Borový, Praha 1926, překlad František Jelínek
- Dvě povídky tříkrálové, Karel Dyrynk, Praha 1927, překlad Karel Dyrynk
- Fráter Joconde, J. Rupert, Praha 1927, bibliofilie
- Perleťová schránka, František Borový, Praha 1927, překlad Eduard Bass a Vilém Kún[13]
- Touhy Jana Serviena, František Borový, Praha 1927, překlad Jaroslava Vobrubová-Koutecká
- Ostrov tučňáků, František Borový, Praha 1928, překlad Stanislav Kostka Neumann, (dostupné online)
- Laeta Acilia, Karel Dyrynk, Praha 1928, překlad Karel Dyrynk
- Dcera Lilitina, Karel Dyrynk, Praha 1929, překlad Karel Dyrynk
- Vzpoura andělů, František Borový, Praha 1929, překlad Jaroslava Vobrubová-Koutecká
- Epikurova zahrada, František Borový, Praha 1930, překlad S. K. Neumann
- Legenda o svaté Eufrosině, Karel Dyrynk, Praha 1930, z knihy l'Étui de nacre (Perleťová schránka) překlad Karel Dyrynk
- Na bílé skále, František Borový, Praha 1931, překlad Arnošt Procházka
- Názory pana Jeronyma Coignarda jak je sebral Jakub Kuchtík, František Borový, Praha 1931, překlad Bohumil Mathesius
- Povídky Jakuba Kuchtíka, František Borový, Praha 1931, překlad Jarmila Pospíšilová
- Traktér u královny Pedauky, František Borový, Praha 1931, překlad Jaroslav Zaorálek[14]
- Crainquebille, Tchoř, Voříšek a několik jiných poučných příběhů, František Borový, Praha 1932, překlad Stanislav Hanuš a Anna Kučerová
- Červená lilie, František Borový, Praha 1932, překlad Bohumil Ždímal
- Jokasta a Hubená kočka, František Borový, Praha 1932, překlad Jaroslava Vobrubová-Koutecká
- Knihomilové, Jaroslav Picka, Praha 1933, překlad Jan Karas, bibliofilie
- Novoroční dárek slečny de Doucine, Družstvo knihtiskárny v Hranicích Hranice 1933, z Povídek Jakuba Kuchtíka překlad Jarmila Pospíšilová, bibliofilie
- Kniha přítelova, František Borový, Praha 1935, překlad Adolf Velhartický
- Petr Noizere, František Borový, Praha 1935, překlad Karel Toman
- Petříček, František Borový, Praha 1935, překlad Alois Procházka
- Život v květu, František Borový, Praha 1935, překlad Jaroslav Zaorálek
- Potulky knihami a minulostí, Nakladatelské družstvo Máje, Praha 1939, překlad Vladimír Sypták, výbor z knihy La vie littéraire (Život literární)

### Po roce 1950
- Jana z Arku, Československý spisovatel, Praha 1950, překlad Jaroslav Zaorálek, (dostupné online)
- Ostrov tučňáků, Svoboda, Praha 1950, překlad Radovan Krátký
- Historie našich dnů, Československý spisovatel, Praha 1951, překlad Marie Kornelová, znovu SNKLU 1966 a Odeon 1977
- Ostrov tučňáků, Vzpoura andělů, Československý spisovatel, Praha 1951, překlad Radovan Krátký a Jaroslava Vobrubová-Koutecká, znovu Odeon 1977
- Zločin Silvestra Bonnarda, člena Institutu, Melantrich, Praha 1951, překlad Eduard Hodoušek, znovu Odeon 1976
- Traktér u královny Pedauky, Názory pana Jeronyma Coignarda, Povídky Jakuba Kuchtíka, Československý spisovatel, Praha 1952, překlad Jaroslav Zaorálek, Bohumil Mathesius a Jaroslava Vobrubová-Koutecká
- Do lepších časů, SNKLHU, Praha 1953, překlad Eduard Hodoušek
- Kniha přítelova, Petr Noziere, Petříček, Život v květu, SNKLHU, Praha 1953, překlad Vlasta Charvátová, Karel Toman, Alois Procházka a Jaroslav Zaorálek
- Ostrov tučňáků, SNKLHU, Praha 1954, překlad Radovan Krátký, znovu 1963
- Zločin Silvestra Bonnarda, člena Institutu, Komická historie, SNKLHU, Praha 1954, překlad Eduard Hodoušek a Jaroslava Vobrubová-Koutecká
- Epikurova zahrada, Thais, SNKLHU, Praha 1955, překlad Jaroslava Vobrubová-Koutecká a Dalibor Plichta
- Povídky rozmarné a jiné, Naše vojsko, Praha 1956, překlad Miroslav Drápal
- Bohové žízní, Na bílé skále, SNKLHU, Praha 1957, překlad Eduard Hodoušek
- Jokasta, Hubená kočka, Červená lilie, Crainquebille a jiné povídky, SNKLHU, Praha 1958, překlad Jaroslava Vobrubová-Koutecká, Marie Kornelová, Miroslav Drápal a Anna Kučerová
- Baltazar, Perleťová schránka, Studně svaté Kláry, Sedm žen Modrovousových, SNKLHU, Praha 1959, překlad Eduard Hodoušek a Miroslav Drápal
- Deset aktových her, Práce, Praha 1959, obsahuje autorovy divadelní aktovky, např. hru Komedie o muži, který si vzal němou.
- Z francouzské literatury, SNKLU, Praha 1964, překlad Jan Binder
- Bohové žízní, Lidové nakladatelství, Praha 1969, překlad Jarmila a Konstantin Jelínkovi
- Růžový budoár, Odeon, Praha 1969, překlad František Fačevic. Půvabná novelka o staromládenecky podivínském středoškolském profesorovi panu Galuchetovi, který si za peníze získané v dědictví koupí na dražbě budoár někdejší lehké ženy a obklopen penězi a pohodlím změní se k nepoznání. Kritická mezní situace však v něm opět nechá zvítězit bývalého poctivého profesora. Novela je podle stylu, kompozice a odkazů na francouzské souvislosti dílem Anatola France, avšak je známa jen z maďarského a na něm založeného německého a českého překladu, přičemž francouzský originál nebyl nalezen
- Vzpoura andělů, Práce, Praha 1975, překlad Jaroslava Vobrubová-Koutecká
- Zločin Silvestra Bonnarda, člena Institutu, Komická historie, Odeon, Praha 1976, překlad Eduard Hodoušek
- Traktér u královny Pedauky, Názory pana Jeronyma Coignarda, Povídky Jakuba Kuchtíka, Odeon, Praha 1977, překlad Jaroslav Zaorálek a Miroslav Drápal
- Ostrov tučňáků, Svoboda, Praha 1978, překlad Richard Vyhlídal
- Crainquebille, Supraphon, Praha 1983, překlad Otto Libertin
- Princezna Včelka, Axióma, Praha 2000, překlad Eliška Janovská